# Santa Maria de Bellcaire d'Urgell
Santa Maria de Bellcaire d'Urgell és una església amb elements barrocs i neoclàssics de Bellcaire d'Urgell (Noguera) inclosa a l'Inventari del Patrimoni Arquitectònic de Catalunya.

## Descripció
L'església parroquial de Santa Maria està ubicada al centre de Bellcaire d'Urgell, entre el carrer Major, la plaça Major i el carrer de Catalunya. Es tracta d'un edifici amb orígens en el segle xvi, reformat i ampliat cap a l'est en estil barroc el segle xviii i modificat i ampliat cap al sud al segle xx.
L'edifici barroc estava orientat, com el seu predecessor del segle xvi, d'est a oest, amb la façana principal a ponent i la capçalera a llevant, amb un campanar sobre la part esquerra de la façana d'accés. L'aparell és de carreu regular de gres lligat amb morter de calç. Té un sòcol bisellat d'una alçada d'aproximadament un metre en les façanes d'època barroca. La teulada és a doble vessant amb el carener longitudinal.

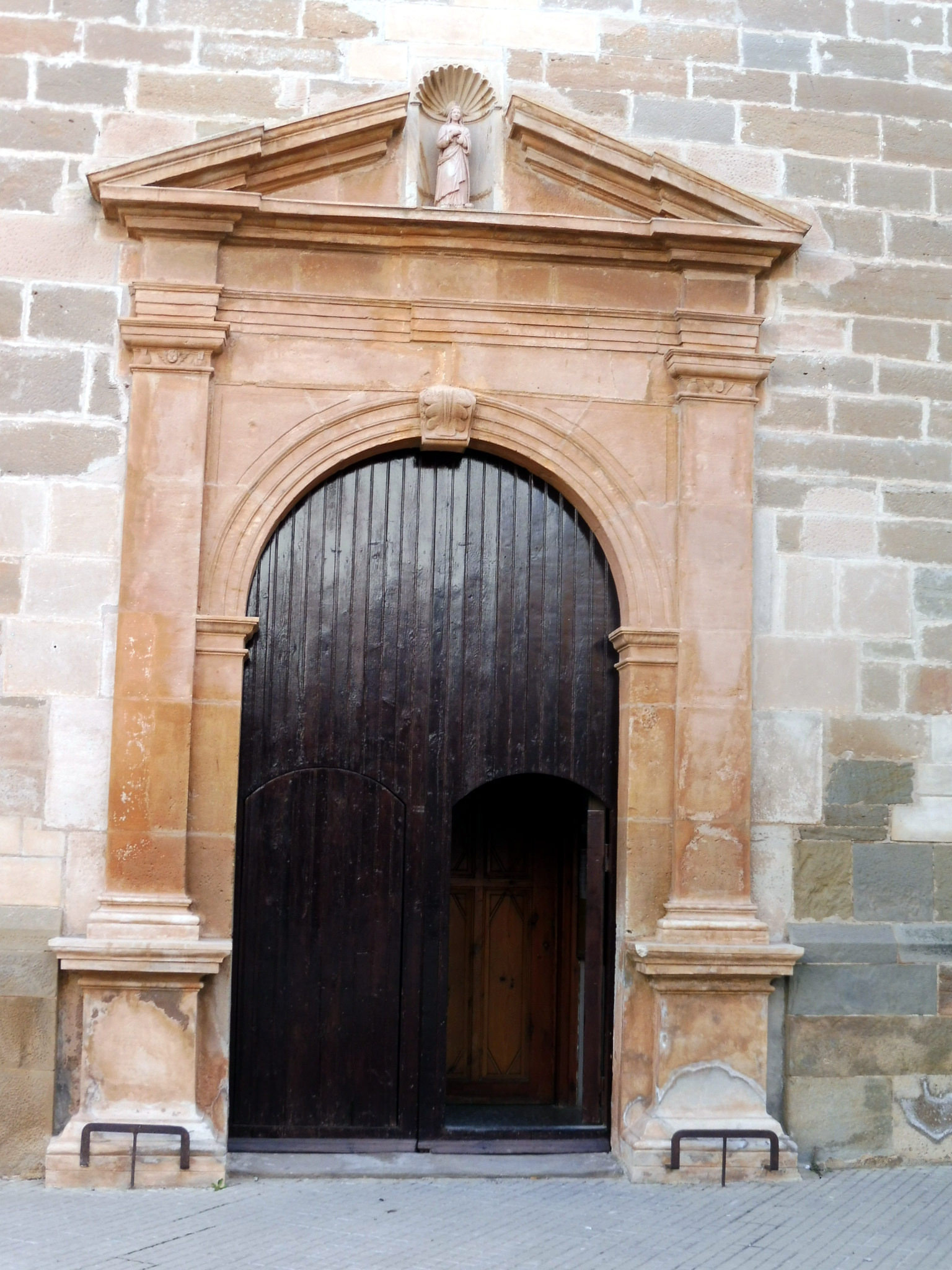
La portada

La façana principal, que afronta amb el començament del carrer Major, conté la portalada d'accés, de gust classicitzant en forma de porta d'arc de mig punt flanquejada per pilars que sostenen un fris i un frontó de línies clàssiques en el timpà del qual hi ha una fornícula amb una imatge exempta de la Mare de Déu. Sobre la portalada i a mitja façana hi ha una rosassa, motllurada i amb traceria. La façana és rematada amb una cornisa de pedra que ressegueix les línies triangulars del capcer.
El campanar, a l'angle nord-oest de la nau central, és de planta octogonal, amb quatre obertures d'arc de mig punt i rematat amb una balustrada sobre una cornisa motllurada.
La façana nord, que afronta amb la plaça Major, i la façana de la capçalera, que afronta amb la confluència del carrer de Bonavista i el carrer de Catalunya, estan bastides amb el mateix aparell regular que la façana principal i només contenen tres senzilles obertures rectangulars en total. La capçalera és recta i l'únic element ornamental són els ràfecs del capcer de la nau central i els de les capelles laterals, disposats en dos nivells de maó i teula.
L'interior, que era cobert amb una volta de canó, a la qual s'obren les voltes de les capelles laterals, ha estat profundament modificat de manera que hi es difícil reconèixer-hi la distribució antiga: En la reforma i ampliació de 1966 es va tirar a terra el mur sud de la nau i es va construir una nova nau central cap al sud a partir del centre de la nau antiga, alhora que es va construir una nova capçalera sobre el mur nord, entre el campanar i la capçalera original. Aquests cossos constructius nous estant exteriorment arrebossats i pintats, oferint un xocant contrast amb les parts originals de l'edifici. Així, del temple barroc només en resta la capçalera de llevant i les façanes del nord i de l'est.

## Història
El lloc de Bellcaire fou conquerit pel comte d'Urgell Ermengol IV vers el 1091, però la inseguretat del lloc i els veïnatges de les islàmiques Lleida i Balaguer van fer que no es fes la repoblació definitiva i estable i, probablement, la construcció de l'església fins al segon terç del segle xii. De la primitiva església de Santa Maria només se sap que el 1171 era sufragània de la parròquia de Sant Salvador de Filella.
A la segona meitat del segle xvi esdevingué parròquia i és probable que s'edifiqués un nou temple o bé es reformés profundament l'antic per atendre les noves necessitats.
La refeta econòmica i demogràfica del poble a la segona meitat del segle xviii es reflectí també en la necessitat d'un nou espai pel culte i aleshores el rector Jaume Feliu feu reformar i ampliar l'església cap a l'est a partir del 1763, donant-li la fesomia barroca que va tenir fins a la segona meitat del segle xx.
A partir del 1966 es van fer malauradament les noves reformes que van suposar utilitzar l'edifici barroc com a capçalera d'un nou edifici, ampliat cap al sud, per a teòricament atendre les necessitats religioses de l'època. Aquestes obres de reforma foren, a més, pagades pel poble.